# Округ Шелби (Тексас)
Округ Шелби (енгл. Shelby County) је округ у америчкој савезној држави Тексас. По попису из 2010. године број становника је 25.448.

## Демографија
Према попису становништва из 2010. у округу је живело 25.448 становника, што је 224 (0,9%) становника више него 2000. године.
| Група             | 2000.          | 2010.          |
| Белци             | 17.564 (69,6%) | 16.535 (65,0%) |
| Афроамериканци    | 4.903 (19,4%)  | 4.432 (17,4%)  |
| Азијати           | 57 (0,2%)      | 81 (0,3%)      |
| Хиспаноамериканци | 2.489 (9,9%)   | 4.164 (16,4%)  |
| Укупно            | 25.224         | 25.448         |